# Championnats du monde de voile 1998
Navigation
Édition précédente Édition suivante
Cette page rapporte les résultats de la voile aux Championnats du monde de voile 1998.

## Épreuves au programme
Deux épreuves de voile sont au programme de ces Championnats du monde de voile :
- 49er (2 équipiers) Bandol,  France, 13 juillet 1998
- Finn (1 équipier) Athènes,  Grèce, 16 août 1998

## Règles
Pour obtenir le score final, on additionne les places obtenues à chaque course, hormis celle où le classement a été le moins bon. Le vainqueur est celui qui a le plus petit nombre de points.

## Tableau des médailles pour la voile
| Rang | Pays        | Médaille d'or | Médaille d'argent | Médaille de bronze | Total |
| ---- | ----------- | ------------- | ----------------- | ------------------ | ----- |
| 1    | Pologne     | 1             | 0                 | 0                  | 1     |
| 1    | Australie   | 1             | 0                 | 0                  | 1     |
| 3    | Suède       | 0             | 1                 | 0                  | 1     |
| 3    | Royaume-Uni | 0             | 1                 | 0                  | 1     |
| 5    | France      | 0             | 0                 | 1                  | 1     |
| 5    | États-Unis  | 0             | 0                 | 1                  | 1     |

## Résultats
| Épreuves   | Or                                       | Argent                          | Bronze                            |
| ---------- | ---------------------------------------- | ------------------------------- | --------------------------------- |
| 49er       | Chris Nicholson et Daniel Phillips (AUS) | Andy Budgen et Ian Budgen (GBR) | Morgan Larson et Kevin Hall (USA) |
| Finn mixte | Mateusz Kusznierewicz (POL)              | Fredrik Loof (SWE)              | Xavier Rohart (FRA)               |